# カール・ファジー
カール・ファジー（Carl Fergie、1953年4月25日 - ）は、アメリカ合衆国の元プロレスラー。オクラホマ州出身。より原音に近い表記は「カール・ファーギー」だが、本項では来日時の呼称など日本で定着している表記を使用する。
地元のオクラホマやテネシーなどのミッドサウス地区を主戦場に、キャリア前半はベビーフェイス、後にヒールのポジションで活動した。テネシー州メンフィス出身のジェリー・ローラーとウェイン・ファリスは従兄弟にあたる。

## 来歴
同郷のダニー・ホッジに憧れ、地元オクラホマを拠点とするNWAのトライステート地区にて1977年にデビュー。ベビーフェイスのジョブ・ボーイとして、同地区を皮切りにテキサスや中西部など各地を転戦し、1979年にはジョージア地区にて、アメリカ再修行時代の天龍源一郎やスタン・ハンセンとも対戦した。
1980年3月、全日本プロレスの『第8回チャンピオン・カーニバル』に初来日。開幕戦ではジャンボ鶴田との公式戦が組まれるも敗退した。この第8回大会では、テリー・ファンク、ディック・スレーター、テッド・デビアスの「テリー軍団」と、アブドーラ・ザ・ブッチャー、レイ・キャンディ、ミステリアス・アサシンの「ブッチャー軍団」との外国人同士の軍団抗争が焦点となったが、ファジーはどちらの陣営にも属することができず、注目されることのないまま全敗の戦績に終わった。
帰国後、テネシー州メンフィスのCWAに参戦。ジェリー・ローラー、トミー・リッチ、ビル・ダンディー、ジミー・バリアント、リッキー・モートン、ロバート・ギブソンら人気選手と共闘し、ジプシー・ジョー、ポール・エラリング、ボビー・イートン、キラー・カール・クラップ、ビル・アーウィン、ソニー・キングなどと抗争したが、後にヒールに転向。従兄弟のウェイン・ファリスに代わるラリー・レイザムのパートナーとなり、タッグチーム「ニュー・ブロンド・ボンバーズ」で活動した。
1981年6月、国際プロレスの『ダイナマイト・シリーズ』に来日。同シリーズは外国人選手の参加キャンセルが相次いだため（当初はラリー・レイザムとのニュー・ブロンド・ボンバーズでの参戦予定だったが、レイザムはザ・ムーンドッグスの新メンバーとしてWWFに移籍したため来日中止となった）、結果としてエースのジプシー・ジョーに次ぐ外国人サイドの2番手を務めることとなり、最終戦6月25日の清水市大会では、CWAでも邂逅していたジョーとのコンビでマイティ井上&阿修羅・原のIWA世界タッグ王座に挑戦した。国際プロレスの活動停止後の9月24日に『国際プロレスアワー』の特番枠で深夜に録画放送されたこの試合は、国際プロレスの最後のテレビ中継試合ともなった。
1981年10月よりジム・クロケット・ジュニア主宰のMACWに参戦。1982年1月にはオックス・ベーカーと組んでジェイ・ヤングブラッド&ジョニー・ウィーバーからNWAミッドアトランティック・タッグ王座を奪取したが、同月29日にヤングブラッド&ポークチョップ・キャッシュに奪還された。同年6月からはベビーフェイスに戻ってCWAに再登場。ジェリー・ローラーやロン・バスと組んでミッドナイト・エクスプレスと抗争したが、ほどなくして再度のヒールターンを行い、"キング" カール・ファジー（"King" Carl Fergie）と名乗って従兄弟のローラーと遺恨戦を展開した。
1983年6月から8月にかけてはジョージア・チャンピオンシップ・レスリングの興行にも出場、アトランタのオムニ・コロシアムではノーマン・フレデリック・チャールズ3世と組み、若手時代のリック・ルード&アーン・アンダーソンと対戦した。1984年からは地元トライステート地区の後継プロモーションだったビル・ワット主宰のMSWAに出場、1980年代中盤に一時セミリタイアしてレフェリーを務めていたこともある。1987年より現役に復帰して古巣のCWAに参戦。9月7日にジェフ・ジャレットを破りNWAミッドアメリカ・ヘビー級王座を獲得したが、1週間後に奪回されている。
1989年の引退後は、1994年12月にWCW、1997年5月にWWFのTVショーに出場。WCWではガーディアン・エンジェルとダスティン・ローデス、WWFではニュー・ブラックジャックス（ブラックジャック・ウインダム&ブラックジャック・ブラッドショー）のジョバーを務めた。

## 獲得タイトル
ミッドアトランティック・チャンピオンシップ・レスリング
- NWAミッドアトランティック・タッグ王座：1回（w / オックス・ベーカー）[14]

コンチネンタル・レスリング・アソシエーション
- NWAミッドアメリカ・ヘビー級王座：1回[17]